# Kanton Annemasse
Der Kanton Annemasse ist ein französischer Wahlkreis im Département Haute-Savoie in der Region Auvergne-Rhône-Alpes. Er umfasst drei Gemeinden im Arrondissement Saint-Julien-en-Genevois. Durch die landesweite Neuordnung der französischen Kantone wurde er 2015 neu geschaffen mit Annemasse als Hauptort (frz.: bureau centralisateur).

## Gemeinden
Der Kanton besteht aus drei Gemeinden mit insgesamt 53.060 Einwohnern (Stand: 2022) auf einer Gesamtfläche von 10,72 km²:
| Gemeinde         | Einwohner 1. Januar 2022 | Fläche km² | Dichte Einw./km² | Code INSEE | Postleitzahl |
| ---------------- | ------------------------ | ---------- | ---------------- | ---------- | ------------ |
| Ambilly          | 6.269                    | 1,25       | 5.015            | 74008      | 74100        |
| Annemasse        | 37.595                   | 4,98       | 7.549            | 74012      | 74100        |
| Ville-la-Grand   | 9.196                    | 4,49       | 2.048            | 74305      | 74100        |
| Kanton Annemasse | 53.060                   | 10,72      | 4.950            | 7404       | –            |

## Politik
| Vertreter im Departementrat | Vertreter im Departementrat    | Vertreter im Departementrat |
| Amtszeit                    | Namen                          | Partei                      |
| --------------------------- | ------------------------------ | --------------------------- |
| 2015–                       | Raymond Bardet Estelle Bouchet | DVD                         |